# Andrés Flores
Andrés Alexander Flores Mejía (født 31. august 1990) er en salvadoriansk fodboldspiller, der spiller i Isidro Metapán. I 2012 spillede han på en lejeaftale i den danske 1. divisionsklub Viborg FF.
Han fik debut for El Salvadors fodboldlandshold i marts 2008.

## Karriere
Flores spillede i perioden 2006-2008 for den argentinske klub River Plate reserverhold. På grund af sin lave alder, måtte han ikke blive boede i landet, og flyttede tilbage til El Salvador.
I hjemlandet underskrev han i 2009 en kontrakt med A.D. Isidro Metapán. I løbet af sin tid i klubben var Flores med til at vinde flere nationale mesterskaber, hvoraf det sidste blev sikret i december 2011.
Den danske 1. divisionsklub Viborg FF meddelte i slutningen af januar 2012 af de havde indgået en ét-årig lejeaftale med Andrés Flores og Isidro Metapán. Starten af opholdet i Viborg var plaget af skader, og i september 2012 var han noteret for én ligakamp.
Med udgangen af 2012 forlod Flores klubben, da man valgte ikke at forlænge samarbejdet. Viborg FF's cheftræner Ove Christensen begrundede bruddet med at Flores havde været for skadesplaget samt at konkurrencen på Flores' position var for stor.